# Physocleora nivea
Physocleora nivea là một loài bướm đêm trong họ Geometridae.